# البرنامج السعودي لأشباه الموصلات
البرنامج السعودي لأشباه الموصلات (اختصارًا SSP) هو البرنامج الأول من نوعه في المنطقة لدعم البحث والتطوير وتأهيل الكوادر البشرية في مجال تصميم الرقائق الإلكترونية وتوطينها، أعلنت عنه السعودية في 2022.

## نظرة عامة
بحسب البروفيسور زاوهانق لي، الأستاذ المشارك في الهندسة الكهربائية وهندسة الحاسب الآلي في كاوست، وهو واحد من تسعة أعضاء هيئة تدريس في كاوست شاركوا في منتدى مستقبل أشباه الموصلات الافتتاحي: "لم تكن الحكومات في العالم نشطة خلال السنوات السابقة في الاستثمار في تصنيع وتطوير وأبحاث أشباه الموصلات. ونتيجة لذلك، ظل الإنتاج الصناعي راكدًا نسبيًا، بينما ارتفع الطلب على أشباه الموصلات بصورة مطَردة". وأضاف أن جائحة كورونا سلطت الضوء على الحاجة الماسة لتأمين سلسلة توريد عالمية أفضل لأشباه الموصلات، وأن العديد من الدول، بما في ذلك المملكة العربية السعودية، أدركت أن وجود سلسلة إمداد محلية أمر أساسي لاستقرار المؤسسات والوظائف والعمليات والأمن القومي.
يسعى البرنامج السعودي لأشباه الموصلات للتركيز على خطة استراتيجية وطنية لتأهيل الكوادر البشرية في مجال تصميم الرقائق الإلكترونية وتوطينها وهو ما يتماشى مع أهداف المؤسسات المشاركة والمتوافقة مع رؤية المملكة ٢٠٣٠. وتتوقع المملكة العديد من الفوائد من توطين الرقائق الإلكترونية والقدرات التقنية لأشباه الموصلات في قطاعات متنوعة، كالاقتصاد الرقمي وصناعة السيارات والتصنيع الدفاعي.

## التاريخ
أعلن وزير الإتصالات وتقنية المعلومات معالي المهندس عبدالله عامر السواحه، في حدث Launch KSA الذي أقيم في 25 أغسطس 2021 عن أول رقاقة رقمية مصنوعة بأيدي سعودية، وجرى أفتتاح أعمال منتدى مستقبل أشباه الموصلات، الذي نظمته هيئة تنمية البحث والتطوير والابتكار بالتعاون مع مدينة الملك عبدالعزيز للعلوم والتقنية وجامعة الملك عبدالله للعلوم والتقنية وتعتبر كلتهما أحدى مراكز الأبحاث في السعودية، حيث أعلن فيه البرنامج السعودي لأشباه الموصلات وجرت إقامته في الرياض في الفترة من 30 إلى 31 مارس 2022، بمشاركة ممثلين عن وزارة الاستثمار وبرعاية من شركة أرامكو السعودية، ويوكوغاوا (Yokogawa)، وجيول (JEOL)، وتريسل تك (TRYSL TECH)، وكادينس (Cadence).
كما جرت إقامة منتدى مستقبل أشباه الموصلات 2023 الذي استضافته جامعة الملك عبدالله للعلوم والتقنية حيث تميز بحضور لافت توجته مشاركة 36 متحدثًا من معاهد بحثية وجامعات وممثلي الشركات من قائمة "فورتشين 500" المعنية بتصنيف أكبر 500 شركة في الولايات المتحدة من حيث إجمالي الإيرادات. وتصدرت الحدث مشاركة كل من معالي وزير الاستثمار المهندس خالد بن عبدالعزيز الفالح، والبروفيسور شوجي ناكامورا الحائز على جائزة نوبل في الفيزياء لعام 2014.
وبحسب خبر نشرته صحيفة Financial Times في 14 أغسطس 2023 جراء تصريح جين سون هوانغ رئيس شركة أنفيديا ومديرها التنفيذي بعد إتمام صفقة 3000 قطعة من معالجات أنفيديا H100 لصالح السعودية عبر فيه عن مخاوفه بشأن أهتمام دول الخليج من بينها السعودية بمجال الذكاء الإصطناعي وتقنياته التي تشمل أشباه الموصلات.

## وصلات خارجية
- أشباه الموصلات - جامعة الملك عبدالله للعلوم والتقنية